# Social Democratic Party (Verenigd Koninkrijk)
De Social Democratic Party (Nederlands: Sociaal-Democratische Partij, SDP) was een sociaaldemocratische en centrumgerichte politieke partij in het Verenigd Koninkrijk die van 1981 tot 1988 heeft bestaan. De partij was een afsplitsing van de Labour Party.

## Geschiedenis
Binnen de Labour Party bestond onvrede over de linkse koers die de partij vanaf het begin van de jaren zeventig van de vorige eeuw volgde. Dit leidde uiteindelijk tot spanningen tussen de linker- en rechtervleugel van de partij. Deze laatste vleugel wilde dat de Labour Party zich zou oriënteren op de West-Europese sociaaldemocratische partijen, met name de West-Duitse SPD, die zich hadden ontwikkeld van linkse, marxistische partijen, tot reformistische centrumlinkse partijen. Bovendien was de rechtervleugel van de partij pro-Europees, dit in tegenstelling tot de Eurosceptische linkervleugel. In juni 1975 kwam het tot de oprichting van de Social Democratic Alliance (Sociaaldemocratische Alliantie), een platform binnen de Labour Party, die - soms tegen de officiële partijlijn in - leden van de rechtervleugel van de partij ondersteunde. In 1976 publiceerde de SDA een lijst van Labour-parlementariërs waarvan werd beweerd dat zij contacten onderhielden met communistische organisaties. In 1980 gaf de SDA aan om bij de volgende landelijke verkiezingen kandidaten zou selecteren die het op zouden nemen tegen linkse Labour-kandidaten. De partijleiding was het volstrekt niet eens met de handelswijze van de SDA en royeerde partijleden die tot de SDA behoorden. Anderen wilden een royement voor zijn en zegden hun lidmaatschap van de Labour Party op.
Op 25 januari 1981 ondertekenden leden van de SDA die uit de Labour Party waren gestapt (waaronder de zogenaamde "Gang of Four", leidinggevende centrumgerichte sociaaldemocraten, Roy Jenkins, David Owen, Bil Rodgers en Shirley Williams) in het Londense Limehouse, de Limehouse Declaration (Verklaring van Limehouse), waarin een hernieuwd sociaaldemocratisch beleid werd gepresenteerd. De SDA werd omgevormd tot de Council for Social Democracy om zich te beraden op de vorming van een eventuele sociaaldemocratische partij.
Op 26 maart 1981 vond de oprichting plaats van de Social Democratic Party (SDP). Achtentwintig Labour-parlementariërs en één parlementariër van de Conservative Party sloten zich bij de nieuwe partij aan. Williams en Jenkins, twee van de "Gang of Four" waren opdat moment geen lid van het Lagerhuis, maar werden korte tijd later (respectievelijk 1981 en 1982) middels tussentijdse verkiezingen alsnog in het parlement gekozen.
Reeds in juni 1981 werd besloten tot nauwe samenwerking met de Liberal Party en kwam de SDP-Liberal Alliance tot stand. Deze alliantie kreeg twee co-voorzitters, David Owen van de SDP en David Steel van de Liberal Party. De SDP-Liberal Alliance deed met een gezamenlijke lijst mee aan verschillende verkiezingen en kon rekenen op de gunst van de kiezers. De alliantie presenteerde zich als het gematigde alternatief voor de linkse Labour Party en de neoliberale en rechtse Conservative Party die sinds 1979 aan de regering was onder leiding van Margaret Thatcher. Bij de landelijke verkiezingen van 1983 en 1987 behaalde men respectievelijk 23 en 22 zetels.

## Fusie en opheffing
Het toch wel teleurstellende resultaat bij de verkiezingen van 1987 leidde ertoe dat de SDP en de Liberal Party fusiebesprekingen gingen houden. Op 3 maart 1988, na een ledenraadpleging, gingen de twee partij een fusie aan en kwamen de Social & Liberal Democrats (Sociaal- en Liberaal-Democraten) tot stand. Sinds 1989 draagt deze partij de naam Liberal Democrats. Een groep rond Owen was tegen de fusie en zette de SDP voort. De SDP ging echter in 1990 ter ziele na teleurstellende resultaten bij een tussentijdse verkiezing. Owen, tegenwoordig Lord Owen, zit tegenwoordig in het House of Lords als "onafhankelijke sociaaldemocraat".

## Huidige SDP
In 1990 werd, na de ontbinding van de "oude" SDP, een nieuwe SDP opgericht. Deze partij bestaat (2018) nog altijd en is vooral op lokaal niveau actief. Anders dan de oorspronkelijke SDP is deze partij Eurosceptisch.

## Partijleiders
| # | # | Naam (Geboren/gestorven)     | Afbeelding | Kiesdistrict                | Begin termijn    | Einde termijn   |
| - | - | ---------------------------- | ---------- | --------------------------- | ---------------- | --------------- |
|   | 1 | Roy Jenkins (1920–2003)      |            | Glasgow Hillhead vanaf 1982 | 7 juli 1982      | 13 juni 1983    |
|   | 2 | David Owen (1938– )          |            | Plymouth Devonport          | 13 juni 1983     | 6 augustus 1987 |
|   | 3 | Robert Maclennan (1936–2020) |            | Caithness and Sutherland    | 29 augustus 1987 | 3 maart 1988    |

## Verkiezingsuitslagen
- 1983: 6
- 1987: 5